# 卡拉瓦焦
卡拉瓦焦（義大利語：Caravaggio），是意大利贝加莫省的一个市镇。总面积32.81平方公里，人口16112人，人口密度491.1人/平方公里（2009年）。国家统计（ISTAT）代码为016053。